# 17810 Brittholden
17810 Brittholden este o planetă minoră (asteroid), cu un diametru de 7,047 km, din centura de asteroizi. A fost descoperită pe 31 martie 1998 la Magdalena Ridge Observatory⁠(d) de Lincoln Near-Earth Asteroid Research. 
Obiectul prezintă o orbită caracterizată de o semiaxă mare de 2,661897 UAi, o excentricitate de 0,14, o înclinație de 12,29794 ° în raport cu ecliptica.